# 呂蒂
呂蒂（德語：Rüti）是瑞士联邦苏黎世州欣维尔区的市镇。该市镇面积为10.19平方千米，海拔高度482米，2018年12月31日人口数为12,170人。

## 外部連結
- 吕蒂官方网站（页面存档备份，存于） （德文）